# Ваташешти (Валча)
Ваташешти (рум. Vătășești) насеље је у Румунији у округу Валча у општини Голешти. Oпштина се налази на надморској висини од 464 m.

## Становништво
Према подацима из 2002. године у насељу је живело 131 становника, од којих су сви румунске националности.